# Gancho (diacrítico)

O gancho em Times New Roman

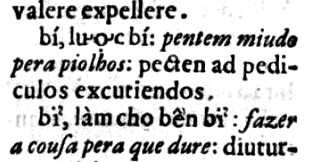
Alexandre de Rhodes e seu Dictionarium Annamiticum Lusitanum et Latinum (Vietnamese–Portuguese–Latin dictionary) mostrando bí sem o gancho e bỉ com o gancho.

O gancho é um acento gráfico utilizado na língua vietnamita para marcar um dos seus tons.
Coloca-se sobre a vogal, assemelhando-se a um sinal de interrogação ("?") sem o ponto em baixo.